# Barletta 1922
La Società Sportiva Dilettantistica Barletta 1922, nota più semplicemente come Barletta, é una società calcistica italiana con sede nella città di Barletta. Milita in Serie D, la quarta divisione del campionato italiano.
Fondata nel 1922 dal Circolo Operaio del Capoluogo di Provincia pugliese e famosa per il suo copioso seguito di tifosi, vanta nella propria storia ultracentenaria la partecipazione a 43 campionati professionistici, tra i quali spiccano 4 anni di permanenza in Serie B.
I colori sociali del Club sono il bianco e il rosso, presenti nello stemma cittadino. Il simbolo è il cavaliere, in onore della celebre Disfida di Barletta. Disputa gli incontri casalinghi presso lo Stadio Comunale Cosimo Puttilli.
Il Barletta occupa la posizione numero 83 nella speciale classifica della tradizione sportiva della FIGC, che raggruppa i 100 club italiani con i maggiori meriti sportivi e la posizione numero 91 nella classifica perpetua della Serie B. Agli albori degli anni '80 il Barletta raggiunse una notevole notorietà per una striscia di imbattibilità casalinga: la striscia positiva nelle partite di campionato disputate al "Comunale" di Via Vittorio Veneto, durata ben 71 partite, cominciò nell'aprile del 1980 e terminò il 20 maggio 1984 con l'incontro disputato tra Barletta e Salernitana (terminato per 0-1).
Calciatori illustri del panorama nazione italiano hanno vestito la maglia biancorossa. Tra i vari si ricordano Campioni d'Italia come Evaristo Beccalossi, Antonio Di Gennaro e Odoacre Chierico, e altre personalità di spicco della massima serie come Roberto Scarnecchia, Giovanni Roccotelli, Francesco Vincenzi, Riccardo Allegretti ed ex Azzurri come Ezequiel Schelotto, e Guido Marilungo.
Il Settore Giovanile del Barletta negli anni ha inoltre formato vari calciatori barlettani come Salvatore Martire, Giuseppe Pavone, Nicola Dibitonto e Gennaro Delvecchio, affermatisi successivamente in Serie A.
Il Club ha festeggiato il suo primo centenario il 28 dicembre 2022 con un incontro internazionale amichevole disputato con i gemellati dell'Austria Salzburg, terminato 2-0 in favore dei biancorossi.
Il miglior piazzamento del club è l'11º posto nella Serie B 1988-1989.

## Storia

### Le origini
Il calcio a Barletta nasce nel 1922, quando un gruppo di giovani amici che frequentava il Circolo Operaio decise quasi per gioco di formare una squadra di calcio. Il campo di gioco fu individuato sullo sterrato brulicante di sassi di Piazza Castello. Però bisognerà attendere alcuni anni affinché la squadra venga iscritta ad un regolare campionato federale.

Formazione Barletta 1933-1934

Così finalmente nel 1928-29 l'Unione Sportiva Fascista Barletta del Presidente Michele Lamacchia partecipa al campionato di 3ª Divisione Pugliese. La prima storica squadra era così composta:
Liverini I, Calabrese, D'Ambrosio, Paciolla III, Garofalo, Biscuti, Messinese, Paciolla II, Cortese, Paciolla I, Tamburro; Allenatore: Sanna.
Pur non partecipando ogni stagione ai Campionati, la compagine milita in questa serie sino al 1935-36, quando per carenza di squadre, 2ª e 3ª Divisione Pugliese vengono accorpate, permettendo alla squadra barlettana del nuovo Presidente Rinaldo Alvisi il salto di categoria. La rosa che affrontò questo campionato era composta da:
Ventura, De Fidio, Tamburro, Priano, Lionetti, Salvemini, Tota, Grimaldi, Giannella, Musti, Picardi, De Fazio, Altomare, Paciolla, Piscitelli, De Stefano, Leoncavallo; Allenatore-calciatore: Caroli.

### Gli anni quaranta e cinquanta

Formazione Barletta 1942-1943

Nel 1941-42 l'U.S.F. Barletta del nuovo Presidente Michele Mazzocca partecipa al suo primo campionato di 1ª Divisione Pugliese con questa formazione tipo:
Mannocci, Ferrante, Laurora, Distaso, Bray, Paciolla, Cristiani, Alampi, Majorano, Bonarici, Lattanzio; Allenatore: Dario Gay.

Formazione Barletta 1946-1947

Nel 1942-43 a causa degli avvenimenti bellici, il Barletta viene ammesso al Campionato di Serie C Girone M perché dispone di un terreno agibile per gli incontri (il Campo Sportivo "Littorio", che poi nei primi anni cinquanta assumerà il nome "Lello Simeone" in omaggio ad un celebre medico sportivo locale da poco scomparso). La squadra non era pronta ad un così repentino salto di categoria e le sconfitte furono numerose. L'11 tipo che per la 1ª volta affrontò il Campionato di Serie C era così composto:
Costanzo, Cilli I, Fabiano, Distaso, Calvani II, Rossini, Matricciari, Galante, Medica, Calvani I, Lattanzio; Allenatore: Sasco.
Fino al termine della Guerra furono giocati Campionati d'Emergenza, mentre nell'immediato dopoguerra il Barletta (che ovviamente aveva modificato il nome diventando Società Sportiva Barletta) ripartì dalla Serie C, per poi retrocedere nel 1947-48 in Promozione Interregionale con la riforma dei Campionati (evita un ulteriore declassamento vincendo 2-1 lo spareggio contro il Molfetta), poi nel 1951-52 con la nascita della IV Serie retrocede nel nuovo Campionato di Promozione Regionale.

Formazione Barletta 1953-1954

Nel 1954-55 il Barletta vince il Campionato di Promozione Pugliese e approda in IV Serie nonostante varie vicissitudini societarie (la presidenza passa dal prof. Ruggiero Lattanzio al comm. A. Riccheo) e tecniche (c'è un cambio anche in panchina tra mister Gay ed il calciatore Giammarco), con questa formazione:
Paolillo, Macripò, De Giglio, Giuliani, Giammarco, Quarta, Carbone (Giannotta), Colombo (Guidotti), Cilli (Mele), Pieri, Trillini (Tacchi); Allenatore: Dario Gay poi Paolo Giammarco.

Formazione Barletta 1957-1958

Nel 1957-1958 il Barletta del presidente Antonio Salerno lascia la IV Serie e approda in Serie C, usufruendo di un allargamento dei quadri della terza categoria calcistica che torna anche al suo nome originale. Questi sono i calciatori che conquistano il salto di categoria:
Paolillo, Murialdo, De Giglio (Cauzzo), Purgato (Tarenzi), Macripò, Margiotta, Marchetti, Mirotti, Brocca (Di Paola), Paltrinieri, Jannece; Allenatore: Dino Bovoli.

### Gli anni sessanta e settanta
In Serie C il Barletta rimane fino al 1961-1962 quando retrocede in Serie D.
Dopo 4 stagioni in Serie D il Barletta del presidente Donato Di Leo rivince il campionato 1965-1966 e torna in Serie C con questa formazione:
Paolillo, Faraone, Milillo, Scarpa, Franchini, Dolci, Cadamuro, Di Paola, Lobascio, Dal Pont, Taluzzi; Allenatore: Ottorino Dugini.
In Serie C ci giocherà per 5 stagioni, prima di una nuova retrocessione in Serie D avvenuta nel 1970-1971.

Formazione Barletta 1975-1976

La sosta nella 4ª serie calcistica dura solo un anno e nel nuovissimo manto erboso dello Stadio Comunale (che nei primi anni del nuovo millennio prenderà il nome "Cosimo Puttilli") il Barletta del Presidente Nicola Filannino riconquista la Serie C. La rosa guidata ancora da Ottorino Dugini era così composta:
Milillo, Saggese, Stellone, Cariati, Di Paola C., Gambino, Di Benedetto, Birtolo, Roccotelli, Iosche, Lobascio, Giardino, De Paolo, Radogna, Scarpa, Amici, Rossi, Nappo, Del Sorbo, Maspero; Allenatore: Ottorino Dugini.
In Serie C ci gioca sei campionati, non riuscendo ad ottenere la storica promozione in Serie B, ma riuscendo nel 1978-79 ad essere inserita nel neonato campionato di Serie C1, senza riuscire poi ad evitare l'immediata retrocessione in Serie C2 (1978-1979).

### Gli anni ottanta
In Serie C2 il Barletta ci gioca 3 anni, poi con una nuova dirigenza guidata da Michele Roggio ottiene nel 1981-82 la promozione in Serie C1 con grande distacco su tutte le concorrenti. Questa la formazione tipo:
Tuccella, Generoso, Tortelli, Cariati, Vinti F., Tanzi, Perissinotto, Amato, Prima, Cascella, Ballarin; Allenatore: Gianni Corelli.

Formazione Barletta 1986-1987, anno della storica promozione in Serie B

La società in questi anni assume la denominazione di Barletta Calcio Sport e con il passaggio di consegne alla presidenza da Michele Roggio a Franco Di Cosola incomincia a puntare all'approdo in Serie B. Ci va vicino nel 1985-1986 quando si classifica terzo e riesce in questa storica impresa nel 1986-1987 quando il 2º posto in classifica dietro al Catanzaro le permette di approdare in Serie B per la prima volta in 60 anni circa di storia calcistica. Quella squadra era così composta:

Formazione Barletta 1987-1988, alla prima stagione in Serie B

Renzi, Incarbona, Cocco, Castagnini, Petruzzelli, Marino, Paolillo, Sciannimanico, D'Ottavio, Pesce, Scarnecchia (11 tipo). Serena, Cazzani, Ghedin, Fonte, Raggi, Laraspata, Rovani, Petrucci (altri calciatori); Giuseppe Marchioro (dalla 7ª giornata al posto di Romano Fogli) (allenatore).
Il Barletta gioca in Serie B quattro campionati, ottenendo tre salvezze.

### Gli anni novanta
Nel 1990-91 i pugliesi retrocedono in Serie C1, disputandovi 4 stagioni, poi gravi problemi economici culminati sotto la gestione del presidente Onofrio Perina portano nell'estate del 1995 al fallimento della Società con la perdita del diritto di partecipare al terzo Campionato Nazionale.
Viene formata una nuova società guidata da Leonardo Maffione che prende il nome di Associazione Calcio Barletta e riparte dal campionato di Eccellenza Pugliese.
Con il declassamento in 6ª serie, si raggiunge il 2º posto in classifica che dà accesso agli spareggi per l'approdo nel Campionato Nazionale Dilettanti, ma il Barletta perde la semifinale contro il Corigliano Calabro ed è condannata a rimanere in Eccellenza (sarebbe bastato arrivare in finale per essere ripescati in CND).
L'approdo nel Campionato Nazionale Dilettanti, viene ottenuto nel 1997-98, dopo il 2º posto ottenuto in Campionato alle spalle dell'Aradeo, i biancorossi dei neoproprietari fratelli Di Vittorio riescono a superare il doppio scoglio degli spareggi-promozione battendo in Semifinale il Turris Santa Croce (0-1 e 1-0) e vincendo la Finale contro il Villa d'Agri (0-0 e 2-0). La squadra che ottiene questo successo è composta da:
Giordano, Zagaria G., Carelli, Loseto G., De Cosimo, Antonetti, Stea, Tanzi, Pascazio, Di Bari, Corbo (11 tipo). Di Bitonto, Piccolo, Cassatella, Netti, Zito, Calabrese, Rana, Povia, Di Benedetto, Pazienza, Distasio, Tenzone, Cenicola, Tedesco, Lo Re, Zagaria L., Di Giorgio (altri calciatori). Leonardo Bitetto (allenatore).

### Gli anni duemila
L'avventura nel CND dura tre anni, poiché nel 2000-2001 il Barletta vittima di nuove vicissitudini societarie, con infiniti cambi di proprietà, arriva ultimo in Campionato (che nel frattempo è tornato a chiamarsi Serie D), retrocedendo prima in Eccellenza e poi in 7ª serie, nel Campionato di Promozione.
Con una nuova società, guidata dal presidente Antonio Flora ottiene nel 2004-05 la promozione in Eccellenza Pugliese. La squadra è formata da:
Monaco, Cafagno, Rizzi F., Marino, Rizzi Ru., Maggipinto, Pierro, Dell'Olio, Medico, Morisco, Tramacere (11 tipo). Doronzo, Rizzi Ro., Coscia, Salvemini, Grimaldi, Lattanzio, Pinto, Frontino, Fama (altri calciatori). Angelo Columbo (allenatore).
Nell'estate 2005 per motivi fiscali la società assume il nome Associazione Sportiva Dilettantistica Barletta. Nel 2005-2006 arriva la 2° promozione consecutiva, lasciando i campionati regionali ed approdando in Serie D. L'organico che riporta la società in un campionato nazionale è così composto:
Monaco, Rizzi F., Rubini, Lanotte G., Rizzi Ru., Bagnara, Balducci, Di Bari Sav., Medico, Lanotte V., Musti (11 tipo). D'Elia, Di Vincenzo, Gusmai, Cormio, Cuocci, Abruzzese, Carelli, Landini, Ricatti, Berardino, Di Bari Seb., Capogrosso, Binetti G., Cazzella (altri calciatori). Marcello Chiricallo (allenatore).

In Serie D il Barletta allestisce una squadra con l'obiettivo di centrare almeno i playoff; nei professionisti manca dalla stagione 1994-95, anno del fallimento della vecchia società. I risultati altalenanti portano ad una rivoluzione nell'organico e nella società, con la nomina in dicembre di un nuovo presidente, l'avv. Francesco Sfrecola a capo di una cordata di imprenditori locali. 

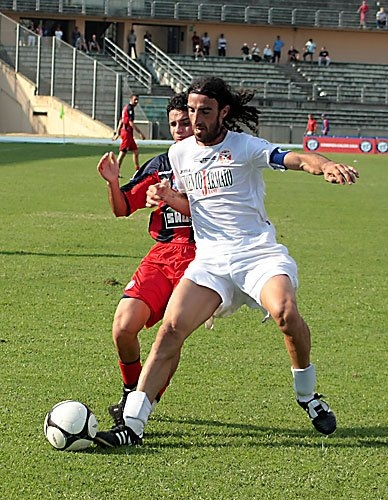
Il Capitano Daleno in Cosenza - Barletta, 1ª giornata Seconda Divisione 2008-09

 Alla fine della Regular Season i Playoff vengono raggiunti, a seguito di una grande rimonta, ma non riesce ad arrivare alla fase finale per concorrere al ripescaggio in Serie C2.
Nel 2007-08 viene allestito un organico con l'obiettivo dichiarato di centrare il ritorno nel calcio professionistico vincendo il campionato di Serie D girone H. Il traguardo non è raggiunto per un punto di distacco nei confronti del San Felice Normanna mentre nei playoff valevoli per la graduatoria ripescaggi non riescono ad essere raggiunte le semifinali.
Tuttavia, il 14 agosto la squadra biancorossa per colmare le carenze d'organico dei campionati a seguito di numerose esclusioni, viene ripescata in Seconda Divisione tornando nei professionisti dopo 13 anni.
La rosa dei calciatori che è salita di categoria tramite il ripescaggio è così composta:
Liccardi, Mascia, Iervolino, Daleno, Tangorra, Rizzi Ru., Esposito, De Cecco, Laviano, Salvagno, Romano (11 tipo). Quintigliano, Monaco, Caridi, D'Angelo, Merafina, Crimi, Lanciano, Pollidori, Balducci, Orlando, Russo, Pinto, Mennuni, Coppola, Tenzone, Piperissa, Persia, Digiovinazzo, Zagaria (altri calciatori). Marcello Chiricallo (allenatore).
Per il ritorno nel calcio professionistico la società ha preso la denominazione di Società Sportiva Barletta Calcio e nella prima stagione ha ottenuto la settima posizione in classifica.
Nella stagione successiva, con una squadra allestita per la salvezza e composta per lo più da giovani, il Barletta conquista il quinto posto utile per l'ultimo piazzamento nella griglia play-off dove viene sconfitto in Semifinale dal Catanzaro. La rosa dei giocatori che ha facilitato il ripescaggio tramite la conquista dei playoff è così composta:
Di Masi, Cutrupi, Legittimo, Menicozzo, Gambuzza, Marchetti, Simoncelli, Muwana, Infantino, Carozza, D'Allocco (11 tipo). Vurchio, Bersellini, Sportillo, Romeo, Moring, Lanotte, Manganaro, Rescio, Pollidori, Ben Djemia, Stefanini, Fanasca, Cavaliere, Caggianelli, Shiba (altri calciatori). Arcangelo Sciannimanico (allenatore).

### Gli anni duemiladieci

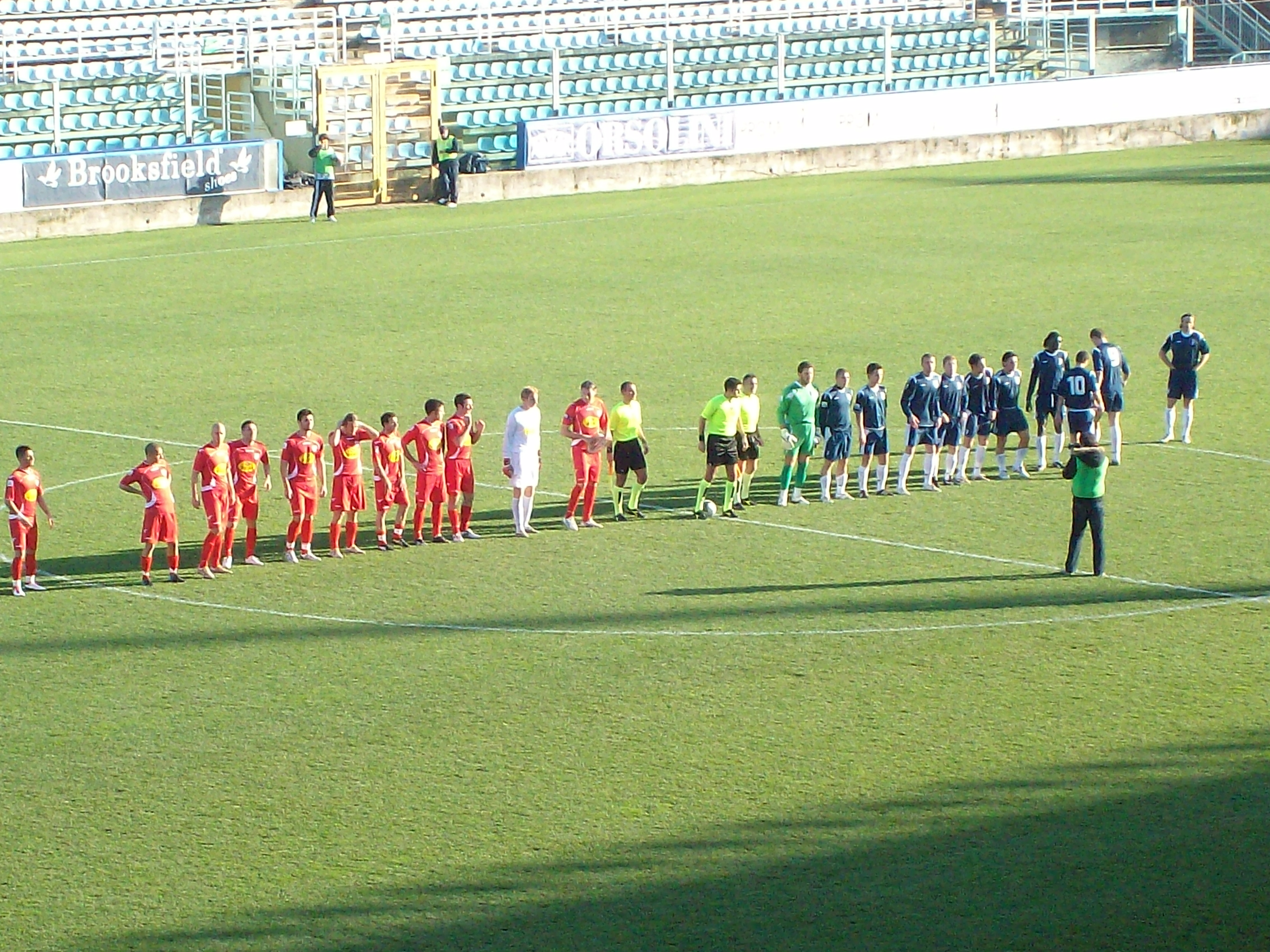
Il Barletta, a sinistra, nella sfida contro l'.

Il 4 agosto 2010 viene quindi ripescata in Lega Pro Prima Divisione in seguito al fallimento di numerose società calcistiche tornando nel terzo livello calcistico nazionale dopo 15 anni di attesa. Nella stagione 2010/2011 il Barletta colleziona nelle prime 6 giornate solo 1 punto. L'andamento non costante e la classifica negativa, portano il patron biancorosso, Tatò, ad assoldare Marco Cari a discapito di Arcangelo Sciannimanico. Grazie anche agli innesti del mercato invernale, il Barletta esce dalla zona playout e raggiunge la salvezza con una giornata di anticipo. A fine campionato, la società indice una conferenza stampa per annunciare il nuovo direttore sportivo Renzo Castagnini e per confermare sulla panchina biancorossa il tecnico Marco Cari.
La Rosa dei calciatori che ha conquistato la salvezza è così composta:
Gabrieli; Galeoto, Ischia, Lucioni, Bruno; Rajčić, Zappacosta; Bellomo, Simoncelli, Rana; Innocenti (11 tipo).
Di Masi, Tesoniero, Frezza, Lorusso, Maino, Masiero, Perico, Agnelli, Cerone, D'Allocco, Geroni, Menicozzo, Infantino, Margiotta, Picone, Sciarra (altri calciatori). Marco Cari (allenatore).
Nel 2011-2012 l'obiettivo è quello di allestire una squadra che possa puntare al vertice e conseguentemente alla promozione in Serie B. La squadra disattende gli obiettivi e il 7 febbraio 2012 il tecnico Marco Cari viene esonerato, lasciando il posto a Nello Di Costanzo. Con la nuova guida tecnica la squadra è in gioco fino all'ultima giornata per un piazzamento play-off, ma il pareggio per 2-2 contro il Piacenza non permette di raggiungere l'obiettivo. La squadra conclude così al 6º posto.
Il 23 maggio 2012 il presidente Roberto Tatò ed il vicepresidente Walter Tatò annunciano di aver rassegnano le dimissioni dai rispettivi incarichi dirigenziali. In realtà le stesse non saranno mai ratificate nel Consiglio di Amministrazione.
Nella stagione 2012-2013 il Barletta cambia gli assetti societari, con l'arrivo di Giuseppe Pavone in qualità di direttore sportivo e Raffaele Novelli come allenatore. La società decide di esonerare Novelli dopo 8 giornate a causa della deficitaria situazione in classifica della squadra, che aveva totalizzato 3 punti nelle prime 8 partite. Al suo posto, il 30 ottobre 2012 viene ingaggiato Paolo Stringara.
Il 16 dicembre si dimette il direttore sportivo Pavone, viene esonerato lo stesso Stringara e richiamato Novelli.
Il 3 gennaio 2013 viene ingaggiato Gabriele Martino nella carica di direttore sportivo. Novelli viene nuovamente esonerato il 4 marzo 2013 e al suo posto è chiamato Nevio Orlandi
La squadra si piazza in quattordicesima posizione in campionato e vince i play-out contro l'Andria ottenendo così la salvezza.
Il 16 giugno 2013 Orlandi viene riconfermato assieme al preparatore atletico Luigi Mondilla, mentre Martino assume l'incarico di direttore generale.
A seguito del cattivo andamento della squadra e in seguito alla sconfitta in casa per 6-1 contro il Benevento, il 4 aprile 2014 vengono sollevati dall'incarico Orlandi, il preparatore Mondilla e il direttore generale e sportivo Martino.
Il 21 maggio 2014 finisce ufficialmente l'era di Roberto Tatò alla presidenza della società. All'imprenditore barlettano subentra il ligure Giuseppe Perpignano. Il nuovo presidente ingaggia Marco Sesia come allenatore, Marco Rizzieri come direttore sportivo e Davide Cascella nel ruolo di direttore generale. Il 22 agosto viene ufficializzato l'ex calciatore barlettano Gennaro Delvecchio come nuovo responsabile dell'area tecnica. Coinvolta nel calcioscomesse, al termine dell'annata 2014-2015 la squadra viene condannata a 3 punti di penalità da scontare nel campionato successivo, mentre il presidente Perpignano viene prosciolto.
Tuttavia, il 30 giugno 2015, la S.S. Barletta Calcio non riesce ad iscriversi al campionato di Lega Pro 2015-2016 e subisce pertanto la radiazione dal calcio professionistico. Agli albori del mese di agosto 2015, anche con il contributo di alcuni tifosi (costituiti nell'associazione Barletta Club - I Biancorossi), viene costituita una nuova società denominata A.S.D. Barletta 1922, che rileva la tradizione sportiva della prima squadra cittadina (costituita nel 1995 in luogo del fallito Barletta Calcio Sport, e successivamente nota con varie denominazioni - ultima delle quali S.S. Barletta Calcio, assunta al termine della stagione 2007-2008). La tradizione sportiva venne pertanto rilevata da un nuovo sodalizio, fondato il 6 agosto 2015 e ammesso in sovrannumero al campionato regionale di Eccellenza.
La prima annata in Eccellenza dopo il fallimento termina con un 4º posto, valevole per i play-off, con un distacco di 7 punti sull'Atletico Vieste. Nei play-off batte il Casarano in trasferta per 0-1, ma perde la finale play-off con il Team Altamura 2-0. La stagione successiva il Barletta non riesce ad accedere alla zona play-off, a causa di un ampio distacco di 12 punti sul Casarano, terminando al 5º posto. L'annata successiva si rivela molto terrorizzante per il club biancorosso, che vede la propria formazione terminare al 12º posto, solamente a 5 punti dalla zona retrocessione. Il 12º posto fa accedere il Barletta ai play-out. I biancorossi pareggiano in casa 3-3 con l'UC Bisceglie, quest'ultimi vengono retrocessi in Promozione in virtù della classifica. Nella stagione sportiva 2018-2019 il Barletta ritorna al 4º posto, ma per accedere ai play-off nazionali serviva la seconda posizione, occupata dal Brindisi. L'annata successiva vede i biancorossi piazzarsi al 5º posto, con un campionato non portato a termine a causa della pandemia di COVID-19.

### Gli anni duemilaventi
Le cose iniziano a cambiare dalla stagione successiva. Dopo l'ampliamento del format di Eccellenza in 2 gironi da 14 squadre ciascuno, il Barletta termina al 1º posto il girone A, dopo che all'ultima giornata batte il Manfredonia nello scontro diretto in casa per 3-2, accedendo così ai play-off e non alla promozione diretta in Serie D. Però le cose non vanno per il verso giusto, e nella semifinale play-off, i biancorossi perdono in casa 1-2 con il Corato (che a sua volta verrà eliminato dall'Audace Barletta, che a sua volta verrà eliminato dalla Virtus Matino, che approderà in D).
L'annata successiva (2021-2022) vedrà il Barletta dominare fin dalla prima giornata, terminando con 70 punti in 26 giornate con 73 gol fatti, nonostante l'iniziale pressing del Corato, battuto in entrambi gli scontri diretti. Nello spareggio intergirone contro il Martina, i biancorossi si impongono per 4-2 dopo i tempi supplementari conquistando la promozione. In Coppa Italia Dilettanti 2021-2022 i biancorossi esordiscono con un pareggio in casa del Bisceglie, che riscattano al ritorno con la vittoria per 0-1. Nella seconda fase le due vittorie (and. 1-0 e rit. 0-1) contro il Di Benedetto Trinitapoli valgono il passaggio del turno. Al triangolare il Barletta affronta il San Severo (battuto 5-1) ed il Corato (pareggio 1-1). Nella finale regionale, infine, i biancorossi si impongono per 2-1 (and. 0-0, rit. 2-1) contro il Martina, conquistando il titolo regionale e l'accesso alla fase nazionale. Il Barletta viene inserito nel Girone G assieme a San Marzano e Melfi. I biancorossi terminano il girone a punteggio pieno (3 gol fatti e 0 subiti), conquistando l'accesso ai quarti di finale dopo le vittorie per 1-0 in casa contro il San Marzano e lo 0-2 in Basilicata contro il Melfi. Ai quarti incontrano i calabresi del Locri, che all'andata vincono per 2-1, ma al ritorno l’attaccante biancorosso Anthony Pignataro ribalta il risultato, segnando una tripletta che vale l'accesso alla semifinale di coppa contro l’Ossese. All’andata, giocata in casa, i biancorossi si impongono per 3-1. Al ritorno, in Sardegna, l'Ossese trova il doppio vantaggio conquistando temporaneamente l'accesso alla finale in virtù del gol in trasferta, ma all'88' il difensore Manuel Visani insacca sugli sviluppi di un corner: il Barletta è in finale di Coppa Italia Dilettanti. In finale il Barletta si trova dinanzi al Salsomaggiore, squadra emiliana che ha terminato il campionato di Eccellenza all'8º posto. Si gioca allo Stadio Centro d'Italia-Manlio Scopigno a Rieti e la sfida viene decisa dai gol in rovesciata di Vito Morra e nuovamente da un colpo di testa di Manuel Visani che permettono ai biancorossi di imporsi sugli avversari per 2-1, completando uno storico triplete tra i dilettanti.
Per la stagione 2022-2023 viene riconfermato innanzitutto l'allenatore Francesco Farina, artefice del triplete dei dilettanti, ed il suo staff. Vengono inoltre confermati i difensori Andrea Marangi, Marco Milella, Giuseppe Telera e Massimo Pollidori (capitano), il centrocampista Carlo Vicedomini e Vito Lavopa e l'esterno d'attacco Sante Russo. Dal mercato in entrata da segnalare gli acquisti di Riccardo Lattanzio e Andrea Petta dal Bitonto e Nicola Loiodice dall'Audace Cerignola, tra i migliori giocatori della categoria nella passata stagione. Inoltre arrivano dal Monopoli il centrocampista Antonio Cafagna, a titolo definitivo dopo i due anni in prestito, e a dicembre l’esterno Claudio Cristallo, in prestito fino alla fine della stagione. Sempre durante il mercato invernale arriva anche l’attaccante Matteo Di Piazza dal Brindisi, che verrà ricordato per la testata rifilata ad un avversario nella partita giocata in casa contro il Bitonto che gli varrà 6 giornate di squalifica. La squadra, che puntava ad una salvezza tranquilla, si classifica inaspettatamente al quarto posto nel girone H vinto dai rivali del Brindisi e viene sconfitta in semifinale playoff dal Nardò.
A fine stagione salutano il direttore sportivo Savino Daleno ed il mister Francesco Farina, sostituiti rispettivamente da Gigi Pavarese e Ciro Ginestra. Vengono riconfermati in rosa Matteo Di Piazza, Sante Russo, Marco Milella, e Antonio Cafagna e tra i nuovi arrivi è da segnalare l’approdo in biancorosso dell’esterno italo-argentino Ezequiel Schelotto, con un passato in Serie A e Premier League. La stagione inizia in maniera promettente, ma dopo la dodicesima giornata, col derby contro la Fidelis Andria perso 4-3, inizia una preoccupante crisi di risultati, col conseguimento di una sola vittoria da quel momento fino al termine del campionato. Il Barletta precipita in classifica fino a terminare il campionato al sedicesimo posto, a pari merito col Bitonto. La tredicesima classificata, il Fasano, si trova però a 38 punti, otto in più dei biancorossi, che così retrocedono direttamente in Eccellenza, dopo due stagioni in Serie D.
La stagione 2024-2025 si apre con importanti cambiamenti societari. Il club passa da Associazione Sportiva Dilettantistica a Società Sportiva Dilettantistica cambiando la denominazione in S.S.D. Barletta 1922. Dopo una serie di trattative con vari imprenditori locali e non, il club passa dalla presidenza Vaccariello a quella di Marco Arturo Romano, precedentemente presidente della Viterbese. Le quote vengono suddivise per il 60% a TS Learning, società del Presidente Marco Arturo Romano, e per il 40% a Francesco Dimiccoli, ex vicepresidente e figlio del precedente presidente onorario Mario Dimiccoli.. La direzione generale del club viene affidata a Daniele De Vezze, mentre Bartolo Lorusso è nominato Club Manager. La guida tecnica viene affidata al tecnico ex Fidelis Andria, Pasquale De Candia La dirigenza conferma solo il difensore Andrea Lobosco della precedente rosa, e acquisice le prestazioni di calciatori esperti come Nicola Strambelli, Esteban Giambuzzi, Andrea Bottalico, Onofrio Turitto, Matteo De Gol, Agustín Staropoli, oltre ai ritorni di Vito Lavopa, Giovanni Montrone e Riccardo Lattanzio, che indossa la fascia di Capitano. Il campionato non è mai stato in discussione, dove il Barletta ha dominato fin dalla prima giornata (0-2 in casa dell'UC Bisceglie), dove già dalla terza giornata aveva i primi punti di divario con i diretti concorrenti (nel corso del campionato il Barletta ha avuto un divario di oltre 20 punti con la seconda in classifica). La matematica certezza del ritorno in quarta serie arriva poche ore prima della disputa della 32° giornata in casa della Polimnia (grazie al successo del Galatina in casa dell'Atletico Acquaviva, era impossibile colmare il divario tra prima e seconda). L'avventura in Coppa Puglia inizia in serale al Puttilli contro il Bisceglie (and. 2-1, rit. 0-1). Nel secondo turno affronta nel doppio confronto l'UC Bisceglie (and. 0-3, rit. 1-0 al San Sabino di Canosa di Puglia per impraticabilità del terreno del Puttilli). Alle semifinali il Barletta viene inserita in un triangolare assieme a Canosa e Polimnia, con gare secche di sola andata. Al San Sabino di Canosa di Puglia il Barletta si impone per 0-4, mentre in casa vince 2-0 contro la Polimnia, avendo così accesso alla doppia finale della coppa regionale. In finale il barletta trova il Pro Italia Galatina; in terra salentina il Barletta vince per 1-0 e, al ritorno, davanti a circa seimila spettatori, il Barletta conquista la sua seconda Coppa Puglia vincendo 4-0. Nel prosieguo della stagione il club biancorosso raggiunge anche la finale della Coppa Italia Dilettanti, perdendola contro la Rovato Vertovese, e vince il campionato, conquistando quindi la promozione in Serie D.

## Colori e simboli

### Colori
I colori sociali della squadra sono il bianco e il rosso, mutuati dallo stemma cittadino.
Nella storia del club ci sono stati innumerevoli cambiamenti nei colori e nello stile delle divise: la prima maglia della squadra fu infatti azzurra, tinta rimasta in uso fino al 1930-1931, quando venne adottato il bianco-rosso (con prevalenza del bianco). La maglia a strisce verticali biancorosse (di larghezza variabile) venne adottata un po' più tardi, segnando peraltro la storica promozione in Serie B conseguita nella stagione 1986-1987.
La squadra ha anche utilizzato maglie a strisce orizzontali biancorosse, motivo più fedele allo stemma della città di Barletta.

### Simboli ufficiali

#### Stemma
Gli elementi ricorrenti nelle varie versioni dell'emblema societario sono i colori bianco-rossi (a strisce orizzontali e/o verticali), in omaggio alle tinte dello stemma comunale, e la figura del cavaliere, richiamante la Disfida di Barletta del 1503.
Lo storico stemma della società Barletta Calcio Sport, ai tempi del primo approdo in Serie B, era caratterizzato dalla presenza di uno scudo a strisce orizzontali biancorosse (ricalcante lo stemma comunale), con in capo la scritta "BARLETTA C.S.". Successivamente esso fu riadattato con la raffigurazione di un pallone di calcio, cui è sovrapposta la silhouette di un cavaliere rampante, colorata di rosso.
Dal 2005 al 2008, in seguito al cambio di denominazione in Associazione Sportiva Dilettantistica Barletta, lo stemma si presenta in una forma ovale con i classici colori bianco-rossi. È caratterizzato dalla scritta A.S.D. in alto, sovrastante un pallone da calcio, sopra il quale è posta la dicitura Barletta. In basso appare lo stemma cittadino.
L'identificativo usato dal 2008-2015 era costituito da uno scudo contornato d'argento a strisce verticali biancorosse, nel quale è posta in alto la scritta S.S. BARLETTA CALCIO. Nello stemma è presente un cavaliere a cavallo con una lancia nella mano destra e uno scudo nella mano sinistra, su cui è disegnato lo stemma cittadino
A seguito della ricostituzione della società, nel 2015, il logo viene cambiato: esso consiste quindi in uno scudo palato bianco-rosso, riportante al centro lo stemma cittadino. In capo allo scudo appare la scritta BARLETTA, mentre nella punta appare l'anno di fondazione 1922.
Lo stemma post-fallimento sarà utilizzato soltanto per la stagione sportiva 2015-2016, infatti dal 2016 verrà ripristinato il logo dell'ultimo Barletta nei professionisti, ma con la differenza di avere la scritta "S.S. BARLETTA CALCIO" sostituita da quella "A.S.D. BARLETTA 1922". Nel 2024, a seguito del cambio denominazione, il logo subirà una leggera variazione: la scritta passa da "A.S.D. BARLETTA 1922" a "S.S.D. BARLETTA 1922", ma lo stemma rimane il medesimo. 

Stemma in uso dal 1990 al 1995
Stemma in uso dal 2005 al 2008 (dalla stagione sportiva 2005-2006 alla stagione sportiva 2007-2008)
Stemma in uso dal 2008 al 2015 (dalla stagione sportiva 2008-2009 alla stagione sportiva 2014-2015, ultimo logo pre-fallimento della S.S. Barletta Calcio)
Stemma in uso dal 2015 al 2016 (nella stagione sportiva 2015-2016)
Stemma in uso dal 2016 al 2024 (dalla stagione sportiva 2016-2017 alla stagione 2023-2024 incluse)

## Strutture

### Stadio
L'antico campo del Barletta è lo stadio Velodromo Lello Simeone, originariamente chiamato campo sportivo Littorio e successivamente degli Sports.
Attualmente il Barletta gioca le partite casalinghe nello stadio Cosimo Puttilli, nel quartiere Borgovilla-Patalini. Lo stadio, la cui progettazione ebbe inizio a fine anni sessanta, venne inaugurato nel 1970. Di proprietà del Comune di Barletta, fu intitolato a Cosimo Puttilli agli inizi del XXI secolo ed era precedentemente conosciuto semplicemente come stadio Comunale. Lo Stadio è stato ristrutturato più volte nel corso degli anni, fino alla sua completa demolizione e ricostruzione completata nel 2022. La sua attuale capienza è di 7 499 spettatori. Il record storico è di 16 000 spettatori nella partita contro il Catanzaro del 31 maggio 1987.

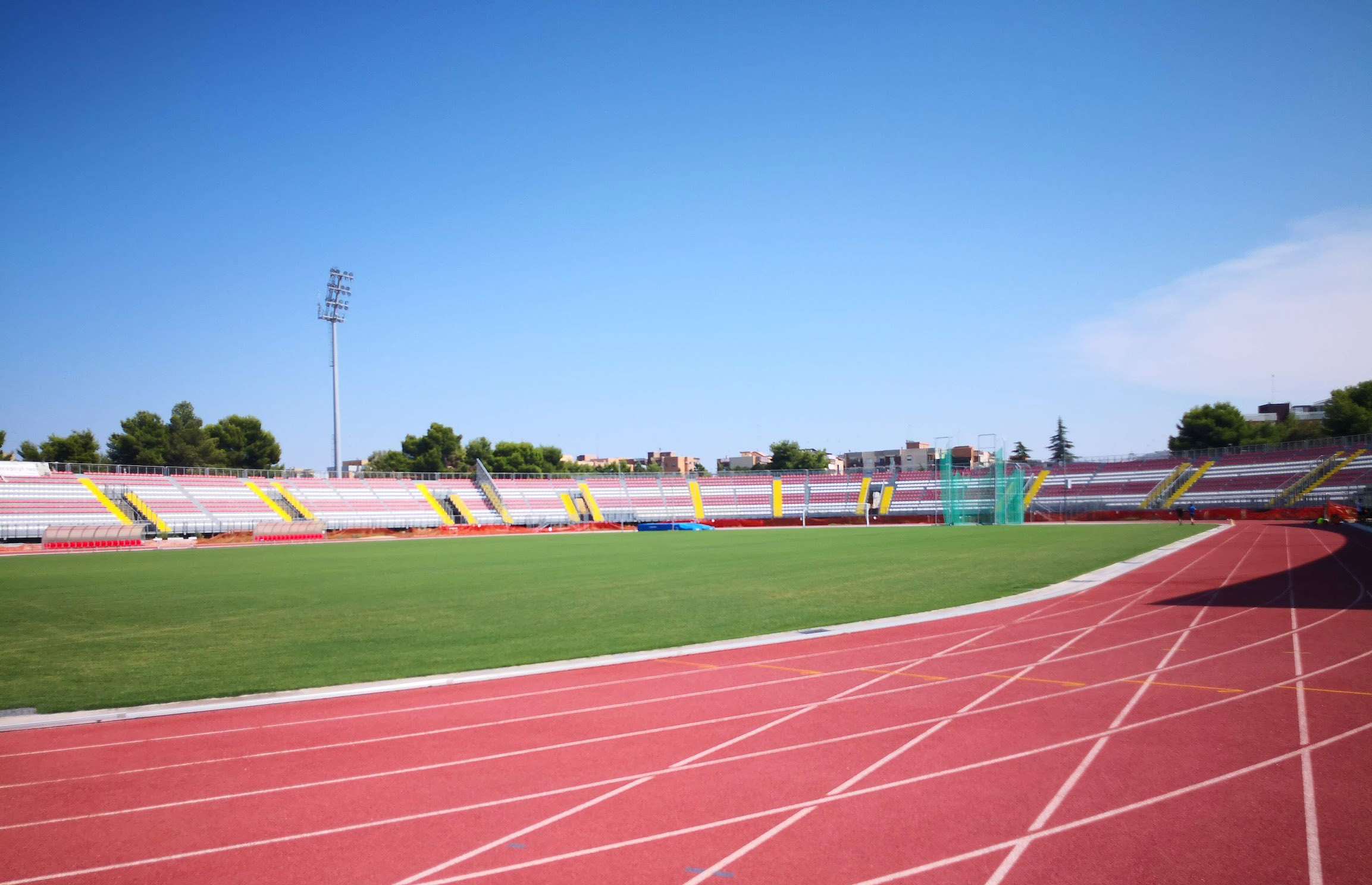
Uno scorcio del rinnovato Stadio "Cosimo Puttilli" visto dalla storica pista di Pietro Mennea.

### Centri di allenamento
La squadra attualmente svolge gli allenamenti nel proprio stadio, ma in passato ha svolto le proprie sedute di allenamento presso il centro sportivo "Manzi-Chiapulin", ubicato in via dei Mandorli nella zona Parco degli Ulivi, a Barletta.
È intitolato al cav. Giuseppe Manzi, fondatore e per 50 anni presidente dell'Audace Barletta 1958, da sempre fucina di giovani atleti barlettani, e a Stanislao Chiapulin, per anni colonna della squadra, divenuto poi allenatore.
L'impianto è caratterizzato dalla presenza di una superficie di gioco regolamentare per il calcio, in erba sintetica. È dotato anche di strutture esterne al campo come spogliatoi, una piccola gradinata e impianto di illuminazione. Un altro luogo in cui si sono svolti gli allenamenti della squadra negli anni passati è stato il centro sportivo Barberini, ubicato in via Maffeo Barberini nell'omonima zona, a Barletta. Attualmente un altro campo di allenamento utilizzato dalla squadra è il Campo Comunale del comune limitrofo di San Ferdinando di Puglia (utilizzato soprattutto nelle settimane che precedono partite in trasferta su campi in erba sintetica).

## Società
Secondo quanto riportato dal sito ufficiale della società, l'organigramma societario è composto come segue:
Presidente: Marco Arturo Romano 
Club Manager: Luca Tilia 
Direttore Sportivo: Savino Daleno 
Direttore Generale: Beppe Iannone
Responsabile Comunicazione: Dario Ruta

## Allenatori e presidenti
- 1928-1929  Sanna
- 1929-1930  Ranito
- 1933-1935  Giuseppe Medica
- 1935-1936  Caroli
- 1938-1939  Dario Gay
- 1939-1941 inattivo
- 1941-1942  Dario Gay
- 1942-1943  Giuseppe Medica
- 1943-1945  Sasco
 Ferenc Plemich
 Sassetti
- 1945-1946  Sassetti
- 1946-1947  Giuseppe Medica
- 1947-1948  Paradiso
- 1948-1949  Gino Brenco
- 1949-1950  Dario Gay
- 1950-1951  Stanislao Chiapulin
- 1951-1952  Lenzi
- 1952-1953  Capone
- 1953-1954  Pál Szalay
- 1954-1955  Dario Gay (1ª-?ª)
 Paolo Giammarco (?ª-28ª)
- 1955-1956  Ambrogio Alfonso
- 1956-1957  Dino Bovoli
- 1957-1958  Mario Villini (1ª-?ª)
 Dino Bovoli (?ª-28ª)
- 1958-1960  Dino Bovoli
- 1960-1961  Aroldo Collesi
- 1961-1962  Manlio Bacigalupo (1ª-?ª)
 Francesco Petagna (?ª-34ª)
- 1962-1963  Aldo Longhi (1ª-?ª)
 Paolo Giammarco (?ª-34ª)
- 1963-1965  Paolo Giammarco
- 1965-1968  Ottorino Dugini
- 1968-1969  Carlo Kaffenigg
- 1969-1970  Carlo Kaffenigg (1ª-10ª)
 Pietro Scaldola e  Gambino Cataldo (11ª-15ª)
 Giovanni Viola (16ª-38ª)
- 1970-1971  Giacomo Cosmano (1ª-15ª)
 Carlo Matteucci (16ª-38ª)
- 1971-1972  Ottorino Dugini
- 1972-1973  Enzo Benedetti
- 1973-1974  Pietro Castignani (1ª-18ª)
 Vincenzo Margiotta e  Savino Di Paola (19ª-38ª)
- 1974-1975  Carlo Matteucci (1ª-12ª)
 Vincenzo Margiotta (13ª)
 Dante Fortini (14ª-38ª)
- 1975-1976  Dante Fortini
- 1976-1977  Dante Fortini (1ª-33ª)
 Vincenzo Margiotta e  Savino Di Paola (34ª-38ª)
- 1977-1978  Francisco Lojacono
- 1978-1979  Francisco Lojacono (1ª-?ª)
 Vincenzo Margiotta e  Savino Di Paola (?ª-34ª)
- 1979-1980  Enrico Bastiani (1ª-?ª)
 Vincenzo Margiotta e  Savino Di Paola (?ª-34ª)
- 1980-1981  Mario Trebbi (1ª-?ª)
 Savino Parente (?ª-34ª)
- 1981-1983  Gianni Corelli
- 1983-1984  Gianni Corelli (1ª-20ª)
 Gastone Bean (21ª-34ª)
- 1984-1985  Mario Facco (1ª-18ª)
 Giovanni Meregalli (19ª-25ª)
 Mario Facco (26ª-34ª)
- 1985-1986  Claudio Tobia
- 1986-1987  Romano Fogli (1ª-6ª)
 Giuseppe Marchioro (7ª-34ª)
- 1987-1988  Giorgio Rumignani (1ª-5ª)
 Enzo Riccomini (6ª-12ª)
 Giorgio Rumignani (13ª-38ª)
- 1988-1989  Francesco Paolo Specchia (1ª-?ª)
 Gesualdo Albanese (?ª-38ª)
- 1989-1990  Gesualdo Albanese (1ª-15ª)
 Mario Corso (16ª-38ª)
- 1990-1991  Salvatore Esposito (1ª-25ª)
 Roberto Clagluna (26ª-38ª)
- 1991-1992  Salvatore Bianchetti
- 1992-1993  Giovanni Mei (1ª-18ª)
 Alberto Mari (19ª-34ª)
- 1993-1994  Alberto Mari (1ª-16ª)
 Mario Russo (17ª-34ª)
- 1994-1995  Mario Russo (1ª-8ª)
 Alberto Mari (9ª-18ª)
 Mario Russo (19ª-34ª)
- 1995-1996  Benito Scarpa (1ª-?ª)
 Filippo Amici (?ª-30ª e play-off)
- 1996-1997  Filippo Amici (1ª-?ª)
 Domenico Tanzi (?ª-?ª)
 Aldo Papagni (?ª-30ª)
- 1997-1998  Leonardo Bitetto
- 1998-1999  Leonardo Bitetto (1ª-?ª)
 Vincenzo Ronzulli (?ª-34ª)
- 1999-2000  Claudio Tobia (1ª-?ª)
 Maurizio Codispoti (?ª-34ª)
- 2000-2001  Vincenzo Ronzulli (1ª-?ª)
 Carmelo Condemi (?ª-?ª)
 Angelo Deruggiero (?ª-?ª)
 Caggiano (?ª-?ª)
 Angelo Deruggiero (?ª-?ª)
 Walter Chiarella (?ª-34ª)
- 2001-2002  Bartolo Tatò
- 2002-2003  Domenico Tanzi (1ª-?)
 Vincenzo Ronzulli (?-30ª)
- 2003-2004  Cosimo Binetti (1ª-?ª)
 Nicola Di Bari (?ª-30ª)
- 2004-2005  Angelo Columbo
- 2005-2006  Marcello Chiricallo
- 2006-2007  Marcello Chiricallo (1ª-?ª)
 Pietro Maiellaro (?ª-?ª)
 Marcello Chiricallo (?ª-34ª e play-out)
- 2007-2008  Marcello Chiricallo
- 2008-2009  Marcello Chiricallo (1ª-12ª)
 Stefano Sanderra (13ª-34ª)
- 2009-2010  Arcangelo Sciannimanico
- 2010-2011  Arcangelo Sciannimanico (1ª-21ª)
 Marco Cari (22ª-34ª)
- 2011-2012  Marco Cari (1ª-22ª)
 Nello Di Costanzo (23ª-34ª)
- 2012-2013  Raffaele Novelli (1ª-8ª)
 Paolo Stringara (9ª-14ª)
 Raffaele Novelli (15ª-22ª)
 Nevio Orlandi (23ª-30ª e play-out)
- 2013-2014  Nevio Orlandi (1ª-30ª)
 Marco Carrara (31ª-34ª)
- 2014-2015  Marco Sesia (1ª-28ª)
 Ninni Corda (29ª-38ª)
- 2015-2017  Massimo Pizzulli
- 2017-2019  Franco Cinque
- 2019-2020  Massimo Gallo (1ª-4ª)
 Massimiliano Tangorra (5ª-25ª)
- 2020-2023  Francesco Farina
- 2023-2024  Ciro Ginestra (1ª-15ª)
 Leonardo Bitetto (16ª-21ª)
 Salvatore Ciullo (22ª-34ª)
- 2024-2025  Pasquale De Candia
- 2025-  Massimo Pizzulli

- 1928-1930  Michele Lamacchia
- 1933-1936  Rinaldo Alvisi
- 1938-1939  Gabriele Messinese
- 1941-1943  Michele Mazzocca
- 1943-1945  Mosè Sanna
- 1945-1947  Tommaso Francavilla
- 1947-1950  Di Nunno
- 1950-1951  G. Paparella
- 1951-1953  Antonio Salerno
- 1953-1954  Ruggiero Lattanzio
- 1954-1955  Ruggiero Lattanzio
 A. Riccheo
- 1955-1957  Alessio Di Napoli
- 1957-1958  Michele Defidio 
 Di Pinto
- 1958-1963  Antonio Salerno
- 1963-1964  Antonio Salerno
 C.S. Pastore
 Nicola Filannino
- 1964-1965  C.S. Pastore 
 Filannino
 Donato Di Leo
- 1965-1967  Donato Di Leo
- 1967-1968  Donato Di Leo 
 Prascina
 Matteo Lionetti
- 1968-1969  Matteo Lionetti
- 1969-1970  Matteo Lionetti 
 Nicola Filannino
- 1970-1974  Nicola Filannino
- 1974-1976  Cesare Dante Cioce
- 1976-1981  Francesco Francavilla
- 1981-1984  Michele Roggio
- 1984-1985  Michele Roggio 
 Franco Di Cosola
- 1985-1990  Franco Di Cosola
- 1990-1992  Stefano Laera (Amm. unico)
- 1992-1993  Ettore Russo (Amm. unico) 
 Leonardo Maffione
 Luigi Del Negro (Amm. unico)
- 1993-1994  Luigi Del Negro (Amm. unico)
 Onofrio Perina
- 1994-1995  Onofrio Perina
- 1995-1996  Leonardo Maffione
- 1996-1997  Leonardo Maffione
 Giuseppe Di Vittorio
- 1997-1999  Giuseppe Di Vittorio
- 1999-2000  Michele Maggi 
 Vincenzo Corcelli
 Savino Maffei
- 2000-2001  Italo Ghergurov 
 Di Terlizzi
 Pasquale Amicarelli
- 2001-2002  Voltarella
- 2002-2003  Gianna Di Palma
- 2003-2004  Francesco Inchingolo
- 2004-2006  Antonio Flora
- 2006-2007  Antonio Flora 
 Francesco Sfrecola
- 2007-2010  Francesco Sfrecola
- 2010-2011  Francesco Sfrecola 
 Roberto Tatò
- 2011-2014  Roberto Tatò
- 2014-2015  Giuseppe Perpignano
- 2015-2016  Francesco Digiorgio 
 Giuseppe Pollidori
 Michele Di Paola
- 2016-2017  Sabino Falco
- 2017-2023  Mario Dimiccoli
- 2023-2024  Salvatore Vaccariello
- 2024-in corso  Marco Arturo Romano

## Calciatori

### Contributo alle Nazionali
L'unico calciatore della storia del Barletta ad essere convocato in Nazionale A è stato il cipriota Giōrgos Pelagias. Il 28 settembre 2011 è convocato dalla Nazionale A per le gare di qualificazione a Euro 2012 in programma il 7 ottobre contro la Danimarca e l'11 ottobre contro la Norvegia.. Anche Tano Bonnín, acquistato nell'estate 2025, milita nella nazionale dominicana sin dal 2013, debuttando il 24 marzo nella partita vinta per 3-1 contro lo Haiti.
Nessun giocatore militante nel Barletta ha mai fatto parte della Nazionale italiana. Solo Gennaro Delvecchio, cresciuto nelle giovanili del Barletta, è stato convocato per 5 volte in Nazionale quando militava nella Sampdoria e ha preso parte alla partita Italia - Croazia (0-2) del 16 agosto 2006.
Il Barletta ha fornito propri giocatori alle rappresentative under. Il primo ed unico calciatore a vestire la maglia della Nazionale Under-21 italiana è stato Stefano Sottili il 2 maggio 1991 in occasione di Ungheria - Italia e il 5 giugno dello stesso anno in Norvegia U-21 - Italia U-21. Entrambe le partite finite con il punteggio di 0-0 hanno visto la presenza in campo di Sottili.
Gaetano Nesta è stato convocato nella Nazionale Under-18 il 16 aprile 1992 in occasione di Italia - Ungheria terminata con il punteggio di 0-0 in cui ha preso parte anche Nesta.
Stefano Baraldo è stato convocato nella Nazionale Under-19 il 22 settembre 2010 in occasione di Italia - Serbia terminata con il punteggio di 3-1. In questa partita Baraldo non ha preso parte.
Nicola Bellomo è stato convocato nella Nazionale Under-20 il 9 febbraio 2011 in occasione di Germania - Italia terminata con il punteggio di 3-1 in cui ha preso parte anche Bellomo.
Paolo Sokoli è stato convocato dall'Albania under 21 in occasione dell'amichevole dell'8 ottobre 2014 contro la Romania. Nell'occasione Sokoli ha fatto il suo esordio assoluto con l'Under-21 essendo subentrato nel secondo tempo.

## Palmarès

### Competizioni nazionali
- Coppa Italia Dilettanti: 1

2021-2022

### Competizioni interregionali
- Serie C2: 1

1981-1982 (girone D)
- Serie D: 2

1965-1966 (girone E), 1971-1972 (girone H)

### Competizioni regionali
- Coppa Italia Dilettanti Puglia: 2

2021-2022, 2024-2025
- Eccellenza: 3

2005-2006, 2021-2022, 2024-2025
- Promozione: 2

1954-1955, 2004-2005 (girone A)
- Seconda Divisione: 2

1935-1936 (girone A), 1938-1939 (girone B)
- Campionato italiano di terza divisione: 1

1933-1934 (girone B)

### Competizioni giovanili
- Coppa Allievi Professionisti: 1

1994-1995

### Altri piazzamenti
- Serie C1:

Secondo posto: 1986-1987 (girone B)
Terzo posto: 1985-1986 (girone B)
- Serie D:

Secondo posto: 1963-1964 (girone F), 2007-2008 (girone H)
Terzo posto: 1962-1963 (girone E)
- Eccellenza:

Secondo posto: 1995-1996, 1997-1998, 2020-2021
- Promozione:

Secondo posto: 1953-1954
Terzo posto: 1952-1953
- Prima Divisione:

Secondo posto: 1941-1942
- Campionato italiano di terza divisione:

Terzo posto: 1929-1930 (girone A)
- Coppa Italia Dilettanti:

Finalista: 2024-2025

## Statistiche e record

### Partecipazione ai campionati
| Livello | Categoria                                   | Partecipazioni | Debutto   | Ultima stagione | Totale |
| ------- | ------------------------------------------- | -------------- | --------- | --------------- | ------ |
| 2º      | Serie B                                     | 4              | 1987-1988 | 1990-1991       | 4      |
| 3º      | Serie C                                     | 19             | 1942-1943 | 1977-1978       | 34     |
| 3º      | Serie C1                                    | 10             | 1978-1979 | 1994-1995       | 34     |
| 3º      | Lega Pro Prima Divisione                    | 4              | 2010-2011 | 2013-2014       | 34     |
| 3º      | Lega Pro                                    | 1              | 2014-2015 | 2014-2015       | 34     |
| 4º      | Promozione                                  | 4              | 1948-1949 | 1951-1952       | 21     |
| 4º      | IV Serie                                    | 2              | 1955-1956 | 1956-1957       | 21     |
| 4º      | Campionato Interregionale - Prima Categoria | 1              | 1957-1958 | 1957-1958       | 21     |
| 4º      | Serie D                                     | 9              | 1962-1963 | 2025-2026       | 21     |
| 4º      | Serie C2                                    | 3              | 1979-1980 | 1981-1982       | 21     |
| 4º      | Lega Pro Seconda Divisione                  | 2              | 2008-2009 | 2009-2010       | 21     |
| 5º      | Campionato Nazionale Dilettanti             | 1              | 1998-1999 | 1998-1999       | 5      |
| 5º      | Serie D                                     | 4              | 1999-2000 | 2007-2008       | 5      |

60 stagioni sportive disputate a livello nazionale a partire dall'esordio in Serie C. Sono escluse le annate dal 1952 al 1955, dal 1995 al 1998, e dal 2001 al 2006, nelle quali il Barletta partecipò ai tornei del Comitato Regionale Pugliese, cui afferiva anche antecedentemente il 1942.
Probabilmente, mancano i dati inerenti l'Eccellenza Pugliese e il campionato di Promozione: dati (quantomeno parzialmente) recuperabili nella sezione "Cronistoria" di questa pagina Wikipedia. Il Barletta è attualmente in Serie D (quarta divisione italiana), campione in carica dell'Eccellenza 2024-2025 e della Coppa Italia Puglia 2024-2025, nonché finalista medaglia d'argento della Coppa Italia Dilettanti 2024-2025. I biancorossi del titolo societario attuale contano sette partecipazioni consecutive all'Eccellenza (quinta divisione italiana), dal 2015 al 2022, ed un'altra nel campionato 2024-2025, con conseguente vittoria (oltre quella del 2022).

### Partecipazione alle coppe
| Competizione                    | Partecipazioni | Debutto   | Ultima stagione | Totale |
| ------------------------------- | -------------- | --------- | --------------- | ------ |
| Coppa Italia                    | 10             | 1958-1959 | 2012-2013       | 10     |
| Coppa Italia Semiprofessionisti | 9              | 1972-1973 | 1980-1981       | 26     |
| Coppa Italia Serie C            | 10             | 1981-1982 | 1994-1995       | 26     |
| Coppa Italia Lega Pro           | 7              | 2008-2009 | 2014-2015       | 26     |
| Coppa Italia Serie D            | 4              | 1999-2000 | 2007-2008       | 4      |
| Coppa Italia Dilettanti         | 1              | 2021-2022 | 2024-2025       | 2      |

## Tifoseria

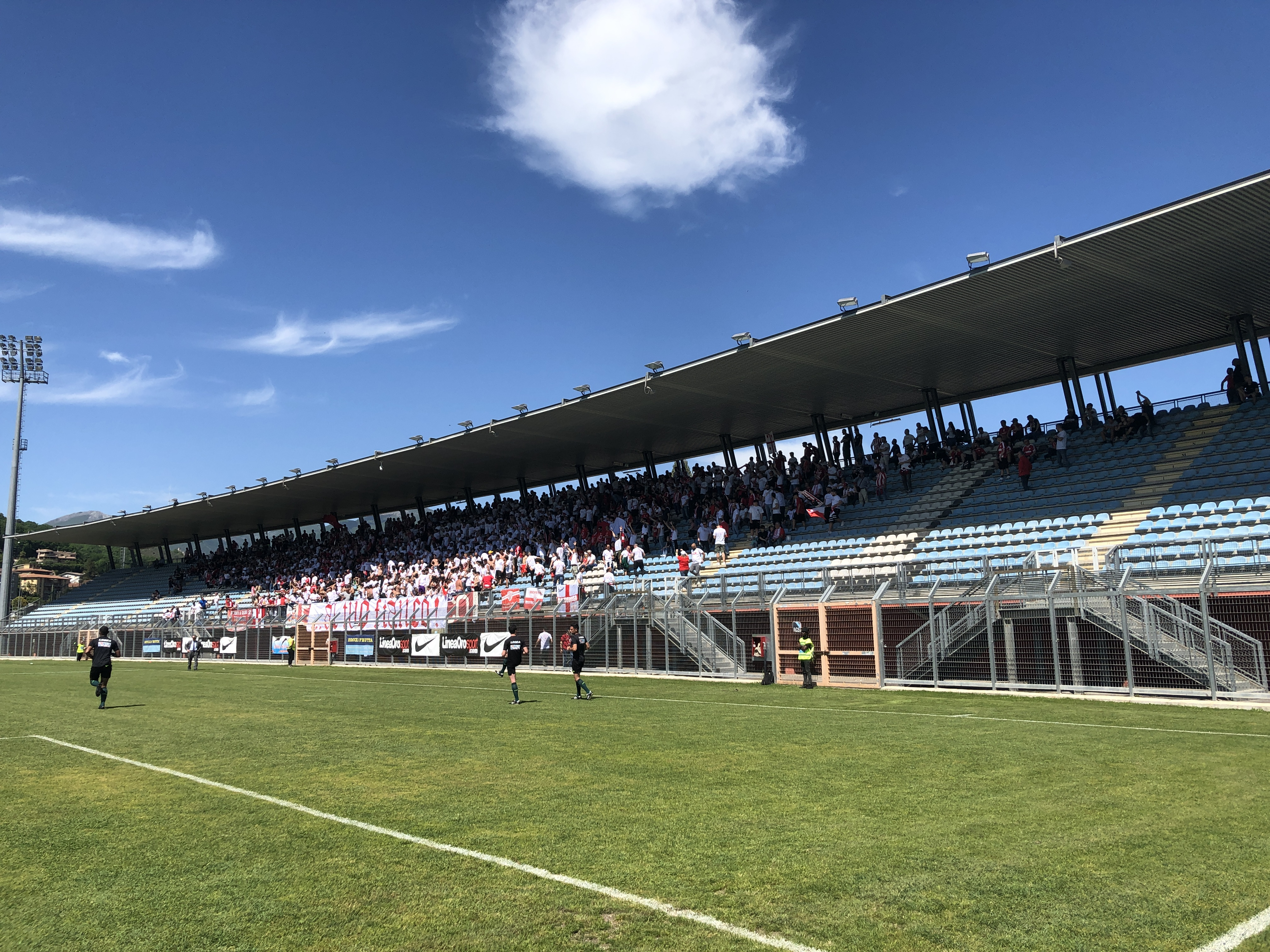
Tifosi del Barletta allo stadio Manlio Scopigno di Rieti, prima della finale di Coppa Italia Dilettanti 2021-2022 vinta contro il per 2-1

### Storia
A livello di tifoseria organizzata, i primi gruppi ultras al seguito della squadra sono stati i Boys, i Fedayn e i Warriors. In seguito si sono formati i più importanti CUCS (Comando Ultrà Curva Sud) e il Gruppo Erotico, entrambi nel 1987. Altri gruppi storici o striscioni facenti parte della tifoseria barlettana sono stati: Nucleo, Brigate, Sempre i Soliti (CUCS), Biancorosse, Club Madonnella, Bad Brains, Braves, Brigata Tafferugli, Boys '86, Boys '99, Cacciatori di Scalpi (Sez. Pirandello), Crazy Boys, Diabolici, Drughi Barletta, Drunks, Fossa, Furiosi, Indians, Kaotici, Nuova Guardia, Possession, Rebels, Sbandati, Smoked Heads, Spericolati, Southerns, Tavern Group, Teddy, Toxic, Vecchia Guardia, Vecchio CUCS, Wild Eagles, A669, Giacche Nere ed Arditi Rattusi. Attualmente i gruppi attivi della Curva Nord sono Gruppo Erotico 1987, Bulldog Barletta e Mele Marce. Il gruppo Ultras Curva Sud, erede del CUCS 1987, occupa il settore centrale della gradinata poiché la curva sud è momentaneamente interamente dedicata alla tifoseria ospite.

### Gemellaggi e rivalità
La tifoseria barlettana intrattiene un gemellaggio con il Catanzaro, nato nel 1986, quando a fine stagione entrambe le squadre furono promosse in Serie B e rinsaldato dopo un lungo periodo in cui fra le fazioni ci fu reciproco rispetto, il gemellaggio si concretizza in occasione del derby del 21 settembre 2008. Con l'Austria Salisburgo si ha un rapporto di amicizia nato nel 2000 grazie ai Boys '99 in occasione di Barletta-Taranto, accresciuta col passare del tempo fino a diventare un vero e proprio gemellaggio. Con la Fidelis Andria si ha una storica amicizia rinsaldata nel tempo attraverso visite reciproche e diventata a sua volta un vero e proprio gemellaggio tra le due squadre. Rispetto reciproco è presente anche con la tifoseria della Roma, a causa della rivalità della tifoseria barlettana con la Lazio (originata durante una sentita partita del campionato di Serie B 1987-1988).

Tifosi del Bologna sfilano sotto la curva barlettana negli anni ottanta.

La tifoseria inoltre sostiene amicizie con l'Audace Cerignola, risalente al campionato di Promozione Puglia 2004-2005, accomunate entrambe dalla rivalità con il Foggia e il Manfredonia. Col Bari si ha reciproco rispetto, soprattutto da parte del vecchio gruppo del C.U.C.S. Precedentemente c'erano rapporti tesi fra le fazioni. Con la Salernitana è nata negli anni ottanta una storica amicizia, che chiuse di fatto un'acerrima rivalità durata per tutti gli anni sessanta e settanta.. Con l'Ebolitana è nato nel campionato 2006-2007 una forma di rispetto, in particolare con il Gruppo Brigata. Un'altra amicizia si ha con gli ungheresi dell'Újpest (soprattutto con il vecchio gruppo ultras Giacche Nere). In passato vi furono amicizie con gli ultras del Parma e del Bologna.. Negli ultimi anni si è instaurato un rapporto di rispetto reciproco con gli ultras del Molfetta, del Martina e del Locri (quest'ultimi intrattengono rapporti di rispetto reciproco con gli ultras gemellati del Catanzaro). Rapporto nato dopo i quarti di finale, della fase nazionale, di Coppa Italia Eccellenza 2021-2022.
La rivalità più sentita in assoluto è quella con il Foggia, con i quali giocano uno storico derby già molto sentito dagli anni '80, spesso culminato in atti di violenza. Altre rivalità importanti sono con le pugliesi di Taranto, Monopoli, Lecce, Trani (dovuto al gemellaggio tra andriesi e barlettani) e Brindisi. Con il Cosenza la rivalità è dovuta soprattutto al gemellaggio con i catanzaresi, storici rivali dei cosentini. Con la Cavese, nel 2010, al termine della gara Barletta - Cavese gli ultras campani cercarono di venire a contatto con gli ultras di casa e da qui ne scaturì una rivalità. Con l'Altamura la rivalità è nata nel 2016, dopo il derby Barletta-Altamura, dove si verificarono scontri dopo la gara e vennero arrestati cinque ultras barlettani, prima della partita c'era un rispetto tra le due tifoserie.
Altre degne di nota sono con Casarano, Manfredonia, Fasano, Bisceglie, Nocerina, Aversa Normanna, Ancona, Potenza, Avellino, Casertana e Pescara.